# Erik Uggla
Erik Torstensson Uggla, född den 17 februari 1906 i Lund, död den 14 juni 1991 i Vänersborg, var en svensk jurist, genealog och faleristiker. Han var son till Torsten Uggla.

## Biografi
Uggla avlade studentexamen vid katedralskolan i Lund 1925 och juris kandidatexamen vid Lunds universitet 1936. Han genomförde tingstjänstgöring i Flundre, Väne och Bjärke domsaga 1937–1939. Uggla var vattenrättsamanuens och tidvis tillförordnad vattenrättssekreterare vid Västerbygdens vattendomstol 1940–1950, protokollssekreterare där 1950–1971, auditör vid Skaraborgs flygflottilj 1941–1973 och vid Älvsborgs försvarsområde 1959–1973, kammarjunkare vid hovet från 1944 och kammarherre från 1958 samt härold vid Kunglig Majestäts orden 1961–1974. Han innehade som ung uppdrag för Lunds studentkår, var kurator för Västgöta nation i Lund 1932–1933 (hedersledamot där 1960) och styrelseledamot i Humanistiska förbundet i Vänersborg 1942–1945, vice ordförande där 1953–1966 (hedersledamot 1966). Uggla publicerade Samuel von Stahl och hans släkt (1971) och Carl Hildebrandsson Uggla (1980). Han var medarbetare i Sveriges adelskalender från 1938 och utgav Svensk juristmatrikel (tillsammans med Jarl Prom, 1950), Ordenskalender (första upplagan 1958, andra upplagan 1963, tredje upplagan 1969), Ointroducerad adels kalender (elfte årgången 1960, tolfte årgången 1963), Svensk johannitermatrikel (1970), De kungliga svenska riddarordnarna (1975), Riksmarskalksämbetets placeringslista (årligen 1959–1974) samt Hovkalender (årligen 1975–1981). Uggla blev riddare av Vasaorden 1959 och av Nordstjärneorden 1972. Han tilldelades Hans Majestät Konungens medalj av åttonde storleken i Serafimerordens band 1977.